# Nicéforo Xifias
Nicéforo Xifias (en griego: Νικηφόρος Ξιφίας, fl. c. 1000-1028) fue un comandante militar bizantino durante el reinado del emperador Basilio II. Desempeñó un papel destacado en la conquista bizantina de Bulgaria y fue fundamental en la decisiva victoria bizantina en la batalla de Clidio en 1014. En 1022 lideró una rebelión infructuosa contra Basilio II, y fue deshonrado, tonsurado y exiliado. Se le menciona por última vez en 1028, cuando fue llamado del exilio y retirado a un monasterio.

## Origen
Nicéforo Xifias nació probablemente alrededor de 980 o antes, y lo más probable es que fuera hijo de Alejo Xifias, quien sirvió como catapán de Italia entre 1006 y 1008. Son pocos los miembros de Xifias conocidos y el origen de la familia no está claro, pero lo más probable es que provinieran de Asia Menor, como muchas otras familias prestigiosas de la aristocracia militar de la época.

## Guerras contra Bulgaria
Nicéforo aparece por primera vez en las guerras de Bulgaria del emperador Basilio II, en 999 y 1000, 1000 y 1001 o 1002, dependiendo de la fuente. En ese momento era un protospatario, y junto con el patricio Teodorocano, comandó una campaña en las profundidades de las tierras búlgaras. Partiendo de Mosinópolis, los dos generales cruzaron los Balcanes y capturaron las antiguas capitales búlgaras de Pliska y Gran Preslav, junto con la Pequeña Preslav. Luego saquearon Dobruja, dejaron guarniciones y regresaron a su base. No está claro si ya era el gobernador militar (estratego) de Filipópolis en ese momento, o fue designado después de la exitosa conclusión de la campaña, como informa Juan Escilitzes, cuando Teodorocano, que se sabe que ocupó el cargo anteriormente, jubilado debido a su avanzada edad.
Xifias es mencionado luego en la batalla de Clidio en 1014, cuando Basilio II intentaba forzar el paso conocido como Clidio, que los búlgaros bajo su gobernante Samuel habían fortificado fuertemente. Xifias, todavía estratego de Filipópolis, sugirió al emperador que pasara por alto las posiciones búlgaras y las atacara por la retaguardia. Después de que Basilio II accedió, Xifias dirigió un destacamento de infantería escogido sobre el monte Belasica, y el 29 de julio de 1014, dirigió a sus tropas en una carga contra los búlgaros desprevenidos, que entraron en pánico y se quebraron antes del ataque inesperado. Por esta hazaña, que resultó en una de las victorias más decisivas en la larga guerra búlgara, fue recompensado con el ascenso al rango de patricio. A principios de 1015, Xifias, junto con Constantino Diógenes, sometió la región de Moglena, que se había rebelado contra el dominio imperial. Hacia fines del mismo año hizo campaña desde Mosinópolis hasta la región de Triaditza (Sofía), arrasando sus alrededores y capturando el fuerte de Boyana. Finalmente, en el último año de la guerra búlgara, en 1018, partiendo de Kastoriá, sometió los bastiones búlgaros restantes en la región de Servia.

## Conspiración y exilio

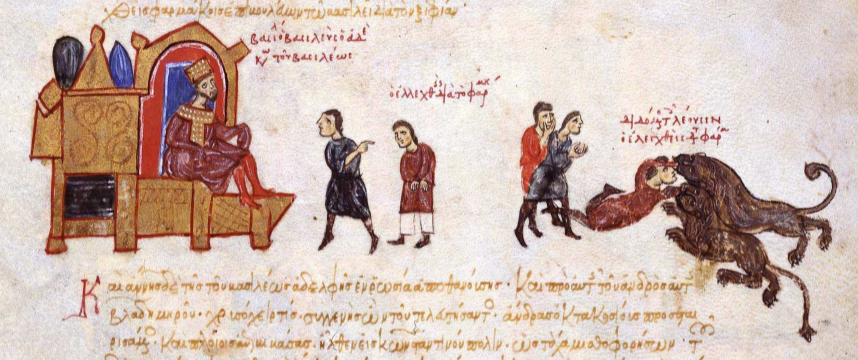
El emperador Basilio II ordena que su chambelán sea arrojado a los leones. Fol. 196r de los Skylitzes de Madrid

En 1021 o 1022, sin embargo, Xifias, ahora destinado en Cesarea como estratego del Thema Anatólico, se peleó con Basilio II porque no se le permitió acompañar al emperador en su campaña contra el Reino de Georgia. Xifias se alió contra el emperador con el magnate Nicéforo Focas Baritraquelo, cuyo padre se había rebelado en los primeros años del reinado de Basilio II. Los dos hombres planeaban matar a Basilio y que uno de ellos ocupara su lugar; quién sería permaneció indeciso, pero fueron principalmente el nombre y los seguidores de Focas los que dieron peso a la conspiración. Aparentemente, la conspiración también fue conocida y apoyada por el rey Jorge I de Georgia, que esperaba así obligar a Basilio II a abandonar su invasión. Cuando el emperador se enteró del complot, sin embargo, no dio media vuelta, sino que envió cartas a los dos líderes rebeldes por separado, con el objetivo de sembrar la desconfianza entre ellos. La estratagema de Basilio dio sus frutos muy pronto, ya que el 15 de agosto de 1022, Xifias asesinó a Focas. Los partidarios de este último se dispersaron y la naciente rebelión se desmoronó. Entonces Xifias se vio obligado a rendirse al enviado del emperador, Teofilacto Dalaseno, quien se convirtió en el nuevo estratego del Thema Anatólico.
Llevado a Constantinopla, Xifias fue tonsurado y desterrado a Antígona, una de las Islas de los Príncipes. Tras su regreso a la capital luego de su expedición a Georgia, Basilio II encarceló a la mayoría de sus coconspiradores y confiscó sus propiedades. El patricio Ferses el Ibérico fue ejecutado, mientras que dos chambelanes imperiales también fueron asesinados: uno por la propia mano de Basilio II, y el otro, que había intentado envenenar al emperador, fue arrojado a las fieras.
Según el historiador contemporáneo Yahya de Antioquía, los conspiradores de 1022 fueron liberados por Constantino VIII después de la muerte de Basilio en 1025, pero Xifias permaneció en el exilio hasta 1028, cuando el nuevo emperador, Romano III, lo liberó. Sin embargo, Xifias ya estaba demasiado viejo y cansado, y pronto se retiró al Monasterio de Studion. No se sabe nada más sobre su vida.